# Apeadero de Sousa da Sé
El Apeadero de Sousa da Sé es una plataforma ferroviaria desactivada de la Línea de Évora, que servía a la zona de Sousa da Sé, en el ayuntamiento de Évora, en Portugal.

## Historia
Este apeadero se encuentra en el tramo entre Évora y el Vale do Pereiro, que entró en servicio el 5 de septiembre de 1871.
En 1933, la Compañía de los Caminhos de Ferro Portugueses realizó obras de reparación y mejora en el edificio de pasajeros de este apeadero.
El 1 de enero de 1990, la operadora Caminhos de Ferro Portugueses dejó de prestar servicios de pasajeros en el tramo entre Évora y Estremoz; los servicios de mercancías permanecieron hasta el fin de la explotación del tramo, en 2009, siendo oficialmente abandonado en 2011.